# Institut aérotechnique

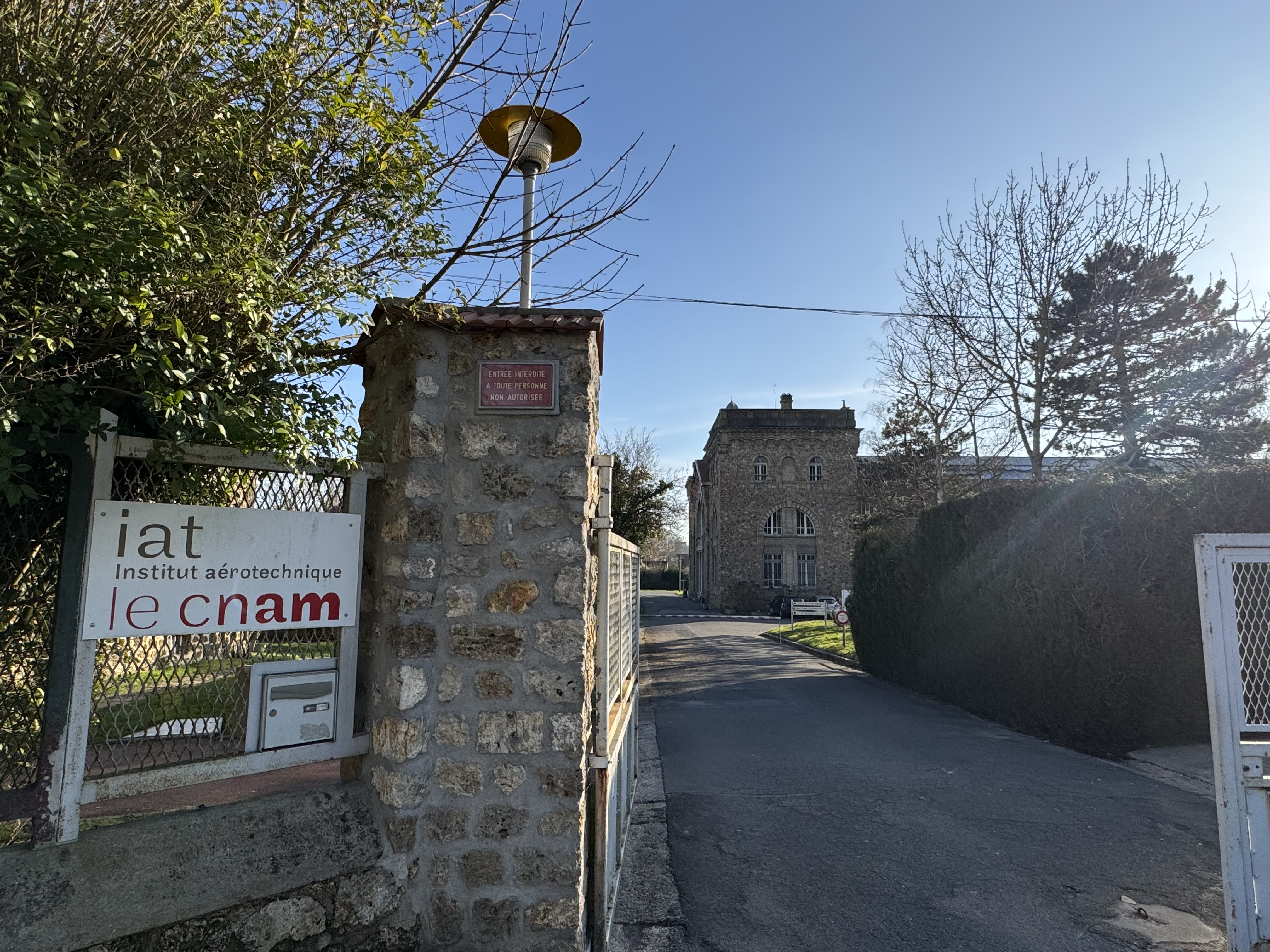
Institut aérotechnique

Institut aérotechnique, IAT, är ett franskt offentligt forskningslaboratorium som ingår i Conservatoire national des arts et métiers, specialiserat på aerodynamiska studier, beläget i Saint-Cyr-l'École (Yvelines).
Skapandet av detta institut är tack vare ett initiativ från Henri Deutsch de la Meurthe, även grundare av Aéro-Club de France. Dess invigning ägde rum den 8 juli 1911. Den har för närvarande flera vindtunnlar, av vilka några är specialiserade på bil-, järnvägs- och flygsektorerna. När det gäller flygteknik har laboratoriet ett samarbete med Institut polytechnique des sciences avancées.